# Cameron Prud’Homme
Cameron Prud’Homme (* 16. Dezember 1892 in Auburn, New York; † 27. November 1967 in Pompton Polains, New Jersey) war ein US-amerikanischer Schauspieler.

## Leben
Cameron Prud’Homme wurde 1892 in Auburn, Kalifornien geboren.
Seine Karee begann er 1936 mit dem Tide Rising. In den 1950er-Jahren war er am Broadway tätig. 1958 wurde er für den Tony Award am Broadway als Bester Neben- oder Nebendarsteller (Musical) für „New Girl in Town“ nominiert.

## Filmografie
- 1930: Abraham Lincoln
- 1951: The Clock
- 1952: Schlitz Playhouse of Stars
- 1952: Mr. District Attorney
- 1952: Robert Montgomery Presents
- 1953: Suspence
- 1951–1953: Tales of Tomorrow
- 1953: Spark of Genius
- 1953 Lux Video Theatre
- 1953: The Philco Television Playhouse
- 1954: Martin Kane, Private Eye
- 1954: Once Upon an Eastertime
- 1954: The Man Behind the Badge
- 1954: The Weblinks
- 1953–1954: You Are There
- 1954: Janet Dean, Registered Nurse
- 1955: General Electric Theater
- 1951–1955: Kraft Television Theatre
- 1955: Appointment with Adventure
- 1955: Justice
- 1955: The Big Story
- 1956: Zurück aus der Ewigkeit
- 1956: Die Macht und ihr Preis
- 1956: Der Regenmacher
- 1957: Climax!
- 1958: Gnadenlose Stadt
- 1959: Playhouse 90
- 1959: Riverboat
- 1960: The Valley of Decision
- 1961: The Best of the Post
- 1962: Schauplatz Los Angeles
- 1962: The Nurses
- 1963: Der Kardinal